# Armando Loaiza
Armando Loaiza Mariaca (La Paz, 8 de dezembro de 1943 – 18 de janeiro de 2016) serviu como Ministro do Exterior da Bolívia de 14 de junho de 2005 a 23 de janeiro de 2006 quando uma nova administração tomou posse.